# 吴若甫
吴若甫（1962年5月—），黑龙江齐齐哈尔人，中国男演员，毕业于解放军艺术学院。

## 生平
2004年2月在北京经历过一次被绑架的事件，很快得到警方的解救，他也因此被称作“中国明星绑架案的第一人”，后来这个案件被改编为电影《解救吾先生》，而吳若甫也参与了这部电影的演出，但并未饰演以自己为原型的被绑架的主角吾先生，而是饰演解救吾先生的刑警队副支队长。

## 被绑架案
2004年2月3日凌晨2点多，吴若甫与几位朋友刚刚从朝阳区三里屯豹豪酒吧出来，被3个自称是警察的男子戴上手铐，拉上了一辆汽车扬长而去。吴的朋友反应过来拨打110报警。根据种种迹象，北京市公安局刑侦总队判断是正在被通缉的北京绑匪王立华所为，立即并案处理。早晨8点，吴若甫的朋友苏某接到王立华电话，要他准备200万赎金。晚7点，王立华被发现驾车出现在劲松一带，当他在一修车行门口停车下车时，警察将其抓捕。晚10点王立华交代了拘禁吴若甫的地点，顺义的一家苗圃中，警队火速前往，解救出吴和另一位人质，抓获王立华同伙董立民、王庆晓2犯。

## 影视作品
电影
- 1986年《大阅兵》
- 2015年《解救吾先生》（改编自他自己被绑架案）饰 曹刚[3][4]

电视剧
- 1994年《缘分》
- 2001年《月色撩人》
- 2002年《浪迹天涯》
- 2003年《无限正义》
- 2005年《背后有人》
- 2007年《刑警本色2》
- 2015年《苏三 (电视剧)》
- 2015年《大清宝典》 饰 赵頫

## 个人生活
2006年他与22岁的刘莎结婚，2010年初两人的女儿诞生。